# Saint-Jean-de-Linières
Saint-Jean-de-Linières è un comune francese di 1 735 abitanti situato nel dipartimento del Maine e Loira nella regione dei Paesi della Loira. Dal 1º gennaio 2019 è accorpato nel nuovo comune di Saint-Léger-de-Linières, insieme al comune di Saint-Léger-des-Bois.

## Società

### Evoluzione demografica
Abitanti censiti